# Constance Maud
Constance Elizabeth Maud (1857-1929) fue escritora y sufragista británica. 

## Trayectoria
Era la hija mayor del rector de Sanderstead, Surrey, se educó en Francia y luego vivió en la casa familiar en Francia y en su piso en Chelsea.
Publicó libros desde 1895, fue miembro de la Liga de Mujeres Escritoras por el Sufragio y contribuyó a muchas publicaciones sobre sufragio, incluido el periódico sufragista Votes For Women.
Se convirtió en miembro de la Unión Social y Política de las Mujeres (WSPU por sus siglas en inglés) en 1908 (fuente: El Movimiento por el Sufragio de las Mujeres: Guía de Referencia 1866–1928, Elizabeth Crawford). Es más conocida como la autora de No Surrender en 1911, una novela sobre la lucha por el voto de las mujeres.
No Surrender se considera una importante adición a la literatura sobre la campaña por el voto de las mujeres: "La vertiginosa historia de Maud sobre el activismo por el sufragio antes de la guerra enriquece un campo literario empobrecido durante mucho tiempo por la falta de ficción pro-sufragio". El libro fue utilizado como herramienta por las sufragistas para defender su causa y desde entonces se ha convertido en un importante documento social de su tiempo.
No Surrender fue comentada por la sufragista Emily Davison en 1911. Según ella: "Es un libro que respira el espíritu mismo de nuestro Movimiento de Mujeres". Charlotte Despard, presidenta de la Women's Freedom League y editora de The Vote la llamó "la mejor novela sobre el sufragismo que he leído".
No Surrender fue reeditado por Persephone Books en 2011, para conmemorar el centenario de su publicación original.
El padre de Constance Maud, el reverendo Henry Landon Maud, MA, fue rector de la Iglesia de Todos los Santos, Sanderstead, 1892-1901. El reverendo Maud fue elegido académico del Trinity College, Cambridge, en las elecciones de la escuela de Westminster, 1846 (fuente: Ecclesiastical Gazette).

## Libros publicados
- An English Girl in Paris (1902)
- My French Friends
- Felicity in France (1906)
- Angélique (1912)
- My French Year (1917)
- A Daughter of France (1908)
- No Surrender (1911)
- Sparks Among the Stubble (1924)